# Massacre de Mafa (2024)
Le massacre de Mafa a lieu le 1er septembre 2024 pendant l'insurrection de Boko Haram. Il est commis par les djihadistes de l'État islamique en Afrique de l'Ouest contre les habitants du village de Mafa, près de Tarmua.

## Déroulement
Le 1er septembre 2024, vers 16 heures, des djihadistes attaquent le village de Mafa, dans l'État de Yobe,. L'assaut est mené par 50 à 150 hommes transportés par des motos,,.
D'après le témoignage d'un rescapé, recueilli par un agent du gouvernement local, les assaillent mettent « le feu aux maisons, pour la plupart des habitations en toit de chaume, et ceux qui se cachaient à l'intérieur ont été brûlés vifs ».
Selon un porte-parole de la police, l'attaque pourrait avoir été commise en représailles à « l'assassinat de deux terroristes de Boko Haram par des groupes d'autodéfense du village »,.
Un chef local, Buba Adamu, déclare quant à lui : « C'est la première fois que notre communauté est confrontée à une attaque aussi dévastatrice » et « Nous n'aurions jamais imaginé qu'une telle chose puisse se produire ici ».

## Revendication
Le 12 septembre, l'État islamique, via son bulletin hebdomadaire « Al-Naba », revendique la responsabilité du massacre, affirmant que ses combattants ont exécuté les hommes du village, après les avoir séparé des femmes et des enfants.
Le groupe affirme avoir laissé une lettre sur les lieux du massacre accusant les villageois de collaborer avec l'armée nigériane contre les djihadistes. Il accuse également les villageois d'être responsables de la mort de neuf de ses combattants au cours des derniers mois et d'avoir demandé à l'armée nigériane d'établir une base militaire dans la ville. L'EI affirme également que les villages voisins ont cessé d'interagir avec ces villageois accusés en raison de leur prétendue « collaboration » avec l'armée nigériane, et que les combattants de l'EI les ont avertis à plusieurs reprises de cesser d'aider l'armée.
La newsletter présente également deux images montrant des membres de l'État islamique debout au-dessus d'un grand tas de cadavres.

## Bilan humain
Le 3 septembre, Bulama Jalaluddeen, le porte-parole du président du gouvernement local de Tarmua annonce qu'au moins 81 personnes sont tuées lors de l'attaque et que d'autres sont portées disparues,. Selon lui, 34 corps ont été enterrés à Babbangida, 30 autres sont toujours à Mafa, 15 ont été enterrés par leurs proches avant l'arrivée des soldats et un nombre indéterminé l'ont été dans des villages voisins, après avoir été emmenés et enterrés par leurs proches, là aussi avant l'arrivée des soldats.
Le 4 septembre, Zanna Umar, un chef de communauté, annonce qu'au moins 102 villageois ont été tuées et déclare :« Nous travaillons toujours à la recherche de nouvelles victimes, car de nombreuses personnes sont toujours portées disparues ».
Dans son bulletin du 12 septembre, l'État islamique revendique pour sa part un bilan de 130 morts et 30 blessés.